# وبائيات الطاعون

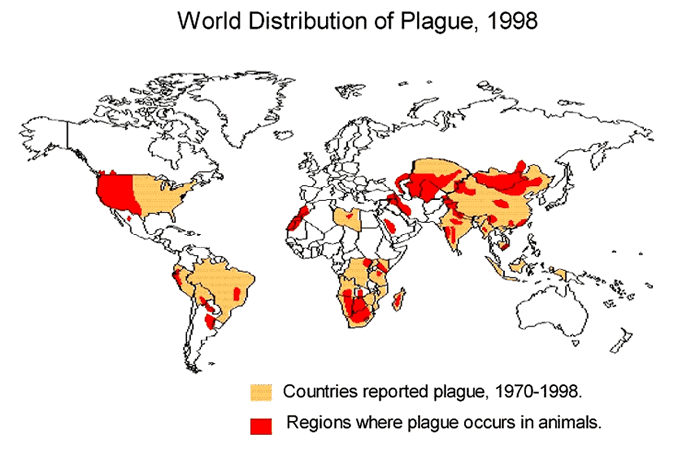
توزيع الحيوانات المصابة بالطاعون عالميًا في 1996

على مستوى العالم، يُبلّغ سنويًا عن نحو 600 إصابة بالطاعون. في عام 2017 ونوفمبر 2019 كانت جمهورية الكونغو الديمقراطية ومدغشقر وبيرو أكثر البلدان إصابة.
تتجمع الفاشيات المحلية للطاعون في ثلاث جائحات، مازالت تواريخ بدء وانتهاء بعض الفاشيات في هذه الجائحات وتحديدها محلّا للنقاش. الجائحات هي:
- جائحة الطاعون الأولى من 541 إلى نحو 750، انتشرت من مصر إلى البحر الأبيض المتوسط (بدأت بطاعون جستنيان) وشمال غرب أوروبا [3]
- جائحة الطاعون الثانية من عام 1331 إلى 1855 تقريبًا، انتشرت من آسيا الوسطى إلى البحر الأبيض المتوسط وأوروبا (بدأت بالموت الأسود)، وربما إلى الصين أيضًا
- جائحة الطاعون الثالثة من عام 1855 إلى عام 1960، وانتشرت من الصين إلى أماكن مختلفة حول العالم، وبشكل خاص إلى الهند والساحل الغربي للولايات المتحدة.[4]

لا يعتبر أحيانًا الموت الأسود في العصور الوسطى المتأخرة بدايةً للجائحة الثانية، وإنما نهاية للجائحة الأولى- في هذا الاعتبار، تكون بداية الجائحة الثانية في عام 1361؛ يختلف أيضًا تاريخ نهاية الجائحة الثانية في الأدبيات، تحدد واحدة من هذه الاختلافات البداية في نحو 1890 بدلًا من 1840.

## العصور القديمة

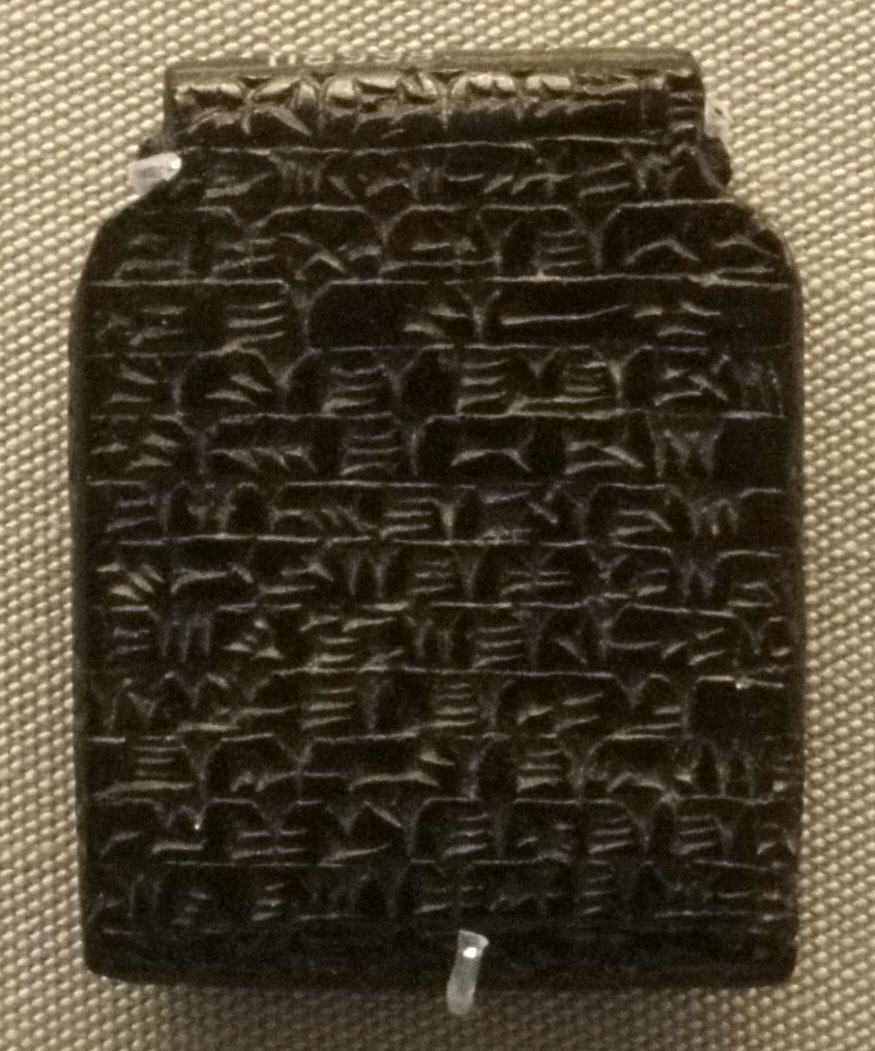
تميمة يعود تاريخها إلى 800 قبل الميلاد - 612 قبل الميلاد لدرء الطاعون. عثر عليها في مدينة آشور في العصر الآشوري الحديث.

يُعتقد أن كلمة الطاعون جاءت من الكلمة اللاتينية plāga (بمعنى جرح أو ضربة) و plangere (الضرب)، عبر الكلمة الألمانية Plage (إصابة).
وُجدت بلازميدات اليرسينيا الطاعونية في عينات أسنان أثرية من سبع أشخاص عاشوا في العصر البرونزي منذ نحو 5000 سنة (3000 قبل الميلاد)، في حضارة أفاناسيفو في سيبيريا، وحضارة الخزف المحزم في إستونيا، وحضارة سينتاشتا في روسيا، وحضارة أونيتيتسكا في بولندا وحضارة أندرونوفو في سيبيريا. تواجدت اليرسينيا الطاعونية في أوراسيا خلال العصر البرونزي. يُقدر عمر أحدث سلف مشترك لجميع سلالات اليرسينيا الطاعونية بنحو 5783 عام قبل الحاضر.
يسمح ذيفان يرسينيا الفئران (YMT) للبكتيريا بإصابة البراغيث، التي يمكن أن تنقل الطاعون الدبلي إلى الإنسان. لم يكن هذا الجين موجودًا عند السلالات القديمة من اليرسينيا الطاعونية، وكُشف عند معايرة عينة يرجع تاريخها إلى العام 951 قبل الميلاد.
تصف رسائل تل العمارنة وصلوات الطاعون لمورسيلي الثاني تفشي المرض بين الحيثيين. ويصف سفر صموئيل الأول ما يُحتمل أن يكون تفشيًا للطاعون في فيليستيا، وتقول الترجمة السبعينية إن «اجتياح الفئران» كان السبب.
في السنة الثانية للحرب البيلوبونيسية (430 قبل الميلاد)، وصف ثيوسيديدز مرضًا وبائيًا قيل إنه بدأ في إثيوبيا، ومر بمصر وليبيا، وجاء إلى العالم اليوناني. في طاعون أثينا، فقدت المدينة نحو ثلث سكانها، بمن فيهم بريكليس. يختلف المؤرخون الحديثون حول دور الطاعون في خسارة الحرب. ظُن مدةً طويلة أن الوباء في الحقيقة كان تفشٍ للطاعون، إلا أن الكثير من الباحثين المعاصرين وجدوا أن التيفوئيد أو الجدري أو الحصبة أكثر ملاءمةً للوصف المتوفر. تشير دراسة حديثة تفحصت الحمض النووي في لب الأسنان عند ضحايا الطاعون إلى أن التيفوئيد كان المُسبب الفعلي.
في القرن الأول الميلادي، أشار المُشرّح اليوناني روفوس أفسس إلى تفشي الطاعون في ليبيا ومصر وسوريا. ودوّن أن الطبيبَين الإسكندرييَن ديسقوريدوس وبوسيدونيوس وصفا أعراضًا شملت الحمى الحادة والألم والاستثارة والهذيان. إلى جانب ظهور الدُبل الكبيرة والصلبة وغير المتقيحة خلف الركبتين وحول المرفقين و«في الأماكن المعتادة». كانت حصيلة الموتى من المصابين مرتفعة للغاية. كتب روفوس أن ديونيسيوس كيرتوس الذي يُحتمل أنه مارس الطب في الإسكندرية في القرن الثالث قبل الميلاد، عن ظهور دبل مشابهة. إذا كان هذا صحيحًا، فربما تعرض شرق البحر الأبيض المتوسط إلى الطاعون الدبلي منذ ذلك الوقت المبكر.
في القرن الثاني، ربما كان الطاعون الأنطوني في الحقيقة مرض الجدري. سمي الطاعون الأنطوني نسبة لعائلة ماركوس أوريليوس، أنطونيوس، ويُعرف أيضًا باسم طاعون جالينوس، الذي كان على معرفة مباشرة بالمرض. كان جالينوس في روما حين حدث التفشي في عام 166 م، وكان أيضًا حاضرًا في شتاء 168-169 في أثناء ظهور فاشية أخرى بين جنود متمركزين في أكويليا؛ فاكتسب الخبرة في الوباء، ووصفه بأنه يدوم فترةً طويلة للغاية، ووصف أعراضه وعلاجه، رغم أن مراجعه متناثرة ومقتضبة. وفقًا لبارثولد جورج نيبور، «لابد أن هذا الوباء احتدم بغضب لا يصدق؛ فقد أقصى ضحايا لا حصر لهم. لم يتعاف العالم القديم أبدًا من ضربة الطاعون الذي زاره في عهد ماركوس أوريليوس». بلغ معدل الوفيات من الطاعون 7-10 في المئة. كان من شأن تفشي المرض في 165/166 أن يُسبب نحو 3.5 إلى 5 ملايين وفاة. يعتقد أوتو سيك أن أكثر من نصف سكان الإمبراطورية لقَوا حتفهم. يعتقد جي إف غيليام أن الطاعون الأنطوني سبب على الأرجح وفيات فاقت أي وباء آخر في عهد الإمبراطورية قبل منتصف القرن الثالث.

## الجائحة الأولى: العصور الوسطى المبكرة
طاعون جستنيان في 541-542 م هو أول هجمة مدونة معروفة، ويحدِد أول نمط مدون ومؤكد من الطاعون الدبلي. يُعتقد أن هذا المرض نشأ في الصين. ثم وصل إلى إفريقيا التي صدّرت كميات كبيرة من الحبوب إلى مدينة القسطنطينية الضخمة، معظمها من مصر، أطعمت مواطني القسطنطينية. كانت سفن الحبوب مصدر العدوى في المدينة، وغذّت الصوامع العامة الضخمة الجرذان والبراغيث. قال بروكوبيوس إن الطاعون كان يقتل 10000 شخص في القسطنطينية كل يوم. بلغ الرقم الحقيقي على الأرجح نحو 5000 في اليوم. قتل الطاعون في نهاية المطاف 40٪ من سكان المدينة، ثم واصل الانتشار وقتل ما وصل إلى ربع السكان في شرق البحر الأبيض المتوسط.
في عام 588 م، انتشرت الموجة الرئيسية الثانية من الطاعون عبر البحر الأبيض المتوسط إلى فرنسا الحالية. تشير التقديرات إلى أن طاعون جستنيان قتل نحو 100 مليون شخص في كل أنحاء العالم. سبب طاعون جستنيان انخفاض عدد سكان أوروبا بنسبة 50٪ تقريبًا بين العامين 541 و 700 م. من المحتمل أنه ساهم أيضًا في نجاح الفتوحات العربية. وُصفت فاشية أخرى حدثت في ستينيات القرن السادس الميلادي في العام 790 م بأنها سببت عند المصابين «تورمًا في الغدد ... بشكل حبة الجوز أو التمر» في الناحية الأربية «وفي أماكن أخرى حساسة، تلتها حمى لا تُحتمل». وفقًا للوصف، حدد البعض هذه التورمات بأنها دُبل، لكن يوجد خلاف حول ما إذا كانت الجائحة تُعزى إلى الطاعون الدبلي (اليرسينيا الطاعونية) المعروف في العصر الحديث.